# Chukurbeyli (Fizouli)
Chukurbeyli est un village de la région de Fizouli en Azerbaïdjan.

## Histoire
En 1993-1994, Chukurbeyli était sous le contrôle des forces armées arméniennes. En 1994, le village de Chukurbeyli a été rétrocédée à l'Azerbaïdjan.

## Économie
La principale occupation de la population est l'élevage et l'agriculture.